# 장마르크 보스만
장마르크 보스만(네덜란드어: Jean-Marc Bosman, 1964년 10월 3일 ~ )은 벨기에의 은퇴한 축구 선수로 포지션은 미드필더이다. 축구 선수 이적에 대한 사법 소송으로 잘 알려져 있으며, 이 소송으로 1995년 유럽 사법 재판소는 유럽 연합 회원국 출신 축구 선수의 자유이적을 보장한 보스만 판결을 내렸다.

## 같이 보기
- 보스만 판결